# Heiner Mühlmann
Heiner Mühlmann (* 1938 in Recklinghausen) ist ein deutscher Philosoph. Er ist apl. Professor an der Bergischen Universität, Wuppertal.

## Forschungstätigkeit
Mühlmann studierte Kunstgeschichte und Philosophie in Köln, Paris, Rom und München. 1981 wurde er mit der Arbeit über den italienischen Humanisten Leon Battista Alberti (Ästhetische Theorie der Renaissance) promoviert. In dieser Schrift wurden die Malerei- und Architekturtheorie von Leon Battista Alberti und deren Beziehung zur Rhetorik und zur rechts- und verfassungstheoretischen Literatur der italienischen Renaissance untersucht.
Das weiterführende Ergebnis dieser Alberti-Studie war die Wiederentdeckung des Decorum-Regelsystems und seiner Regulationsfunktion für Rhetorik, Architektur, Malerei, Theater, Literatur und Musik. Vom Decorum-Phänomen gingen seit der Antike wichtige Impulse für die Bereiche Ethik und Politik aus. Mit der politisch-ästhetischen Doppelfunktion des Decorum-Systems ist der Spannungsbogen für Mühlmanns spätere Arbeiten zu den Themen „Krieg“ und „Wirtschaftskrieg“ vorgezeichnet.
In seiner Habilitationsschrift widmete sich Mühlmann dem Problem der Modellierbarkeit von Architektur durch mathematische Modelle. Dabei spielte neben der Graphentopologie und der Spencer-Brownschen Algebra die Katastrophentheorie von René Thom eine wichtige Rolle. Der Einfluss des Katastrophen- bzw. Faltenmodells führte während der neunziger Jahre, was die Architekturgeschichte betrifft, zur so genannten „folding architecture“.  In Mühlmanns Habilitationsschrift fungiert das Katastrophensystem als Beschreibungsmatrix für die morphogenetischen Entwicklungsprozesse der traditionellen europäischen Architektur.
Ein weiterer Schritt in Richtung  Zusammenführung von hermeneutischer Kulturdeutung und Naturwissenschaft erfolgte im 1996 erschienenen Buch „Die Natur der Kulturen. Versuch einer kulturgenetischen Theorie“. Darin wurde das kulturelle Decorum-System mithilfe des naturwissenschaftlichen Ranking-Modells dargestellt. Im Mittelpunkt von „Die Natur der Kulturen“ steht die „Maximal-Stress-Cooperation-These“. „MSC“ ist die akronymische Verkürzung des Begriffs „maximal stress cooperation“. Das MSC-Modell wurde aus der Logik der Decorum-Ranking-Systeme und der Physiologie des Stressverhaltens entwickelt. Die MSC-Theorie wurde von anderen Philosophen übernommen und weiterentwickelt, zum Beispiel von Peter Sloterdijk in seinem Buch  „Theorie der Nachkriegszeiten“.
Nach dem Erscheinen von „Die Natur der Kulturen“ verfolgte Mühlmann die Doppelstrategie einer  Wissenschaftlerpersönlichkeit, die versucht, gleichzeitig Philosoph und Naturwissenschaftler zu sein.  Der „Philosoph“ schrieb Bücher und hielt philosophische Vorlesungen. Der „Naturwissenschaftler“ beteiligte sich an der Planung, Durchführung und Publikation von neurophysiologischen Experimenten. Diese Experimente beschäftigten sich mit den Hirnfunktionen, die von den Decorum-Effekten in den verschiedenen Medien ausgelöst werden.
Im Jahr 2004 gründete Mühlmann gemeinsam mit Gerhard Blechinger (damals Forschungsreaktor an der HGKZ, Zürich) und Thomas Grunwald (Linguist, Neurowissenschaftler und medizinischer Leiter des Schweizerischen Epilepsiezentrum)  die Forschungsgruppe „TRACE“. „TRACE“ steht für „Transmission in Rhetorics, Arts and Cultural Evolution“. Im Jahr 2012 holte Mühlmann das TRACE-Labor an die „Staatliche Hochschule für Gestaltung“ in Karlsruhe. Seit 2013 arbeitet er für das Entwicklungsteam des „Salzburg Urstein Institute“.
Im Zuge der Parallelarbeit in den Bereichen Philosophie und Naturwissenschaft entstanden einerseits zahlreiche Bücher und andererseits naturwissenschaftliche Paper, die in neurowissenschaftlichen Fachzeitschriften veröffentlicht wurden. Mühlmann nennt seine Vorgehensweise „Experimentelle Hermeneutik“. Die Strategie seiner wissenschaftlichen Tätigkeit beruht auf der von ihm immer wieder geäußerten Überzeugung, der so oft geforderte interdisziplinäre Austausch zwischen Geistes- und Naturwissenschaften könne nur von Wissenschaftlern vorangetrieben werden, die sich den Regeln der beiden verschiedenen Wissenschaftskulturen unterwerfen. Sie müssten, so Mühlmann, sowohl unter geisteswissenschaftlichen Bedingungen als auch unter naturwissenschaftlichen Bedingungen arbeiten und publizieren.

## Veröffentlichungen
Buchveröffentlichungen
- Ästhetische Theorie der Renaissance. Leon Battista Alberti, 2. Aufl., Dolega, Bochum, 2003
- Die Natur der Kulturen. Versuch einer kulturgenetischen Theorie, Springer, Wien, 1996; aktualisierte Neuauflage, Fink München 2011.
- MSC. The Driving Force of Cultures, Springer, New York, 2005
- Jesus überlistet Darwin, Springer, Wien, 2007
- Count-down. Drei Kunstgenerationen, Springer, Wien, 2009
- Darwin – Kalter Krieg – Weltwirtschaftskrieg. Das Aussterben des amerikanischen Imperium, Fink, München, 2009
- Die Natur der arabischen Kultur, Fink, München, 2011
- Kants Irrtum. Kritik der Neuroästhetik, Fink, München, 2013
- Europa im Weltwirtschaftskrieg. Philosophie der Blasenwirtschaft, Fink, München, 2013
- Der Kunstkrieg. Das Haus der Deutschen Kunst, die Documenta und die CIA-MoMA-Connection, Fink, München, 2014
- Die Natur des Christentums. Mit einem Vorwort von Bazon Brock, Fink, München, 2017

Naturwissenschaftliche Arbeiten
- Oppenheim, I., Mühlmann, H., Blechinger, G., Mothersil, W., Hilfiker, P., Jokeit, H., Kurthen, M., Grunwald, Th., (2009)   Brain electrical responses to high- and low-ranking buildings, Clinical EEG and Neuroscience, 40, 157–161
- Oppenheim I., Vanucci, M., Mühlmann, H., Gabriel, R., Jokeit, H., Kurthen, M., Krämer, G., Grunwald, Th. (2010)  Hippocampal contributions to the processing af architectural ranking, Neuroimage, 50, 742–752
- Mecklinger, A., Kriukova, O., Mühlmann, H., Grunwald, Th.,  Cross-cultural differences in processing of architectural ranking: Evidence from an event-related potential study, Cognitive Neuroscience, accepted  30. November 2013